# Бойе (баронский род)
Бойе (швед. Boije af Gennäs) — баронский и дворянский род.
Старинный богемский род. В XV в. Карл фон Бойе переселился из Богемии в Финляндию. В конце XVI в. одна ветвь рода Бойе переселилась из Финляндии в Лифляндию.
Грамотой Шведского короля Густава III, от 4 / 15 октября 1771 года, губернатор Ниландский и Тавагусский Ганс-Генрих Бойе-аф-Геннес возведен, с нисходящим его потомством, в баронское достоинство королевства Шведского.
Грамотой того же короля, от 11 / 22 февраля 1773 года, баронское достоинство распространено на племянников барона: капитана Иоанна-Густава, гвардии капитана Герана, капитана Эриха-Эрнста, лейтенанта флота Карла-Вильгельма, ротмистра Фридриха и прапорщика Бенга-Акселя Бойе-аф-Геннес.
Потомство Бенга-Акселя Бойе-аф-Геннес внесено 16 / 28 февраля 1818 года, в матрикул Рыцарского Дома Великого Княжества Финляндского, в число родов баронских, под № 20.

## Описание герба
В Гербовнике Анисима Титовича Князева 1785 года имеется изображение печати с гербом Петра Ивановича Бойе: на княжеской мантии изображен щит, имеющий синее поле и золотую кайму. На щите означены в два ряда, три золотых буя (boje), два сверху и один внизу. Щит и княжескую мантию венчают: по середине обычная дворянская корона, по сторонам от которой два дворянских шлема. Нашлемники: золотой буй, между двумя буйволовыми рогами (Rietstap).
В балтийском гербовнике, в переводе К. А. Клингспора, фигуры поля и нашлемника описаны, как вертикальные овалы с двумя ушками по вертикальной оси. Отличается также цвет рогов в нашлемнике, они пересеченные золото-голубым в шахматы.